# 恩里科·阿尔贝托西
恩里科·阿尔贝托西（義大利語：Enrico Albertosi，1939年11月2日—），意大利男子足球运动员，场上位置是守门员。他曾代表意大利参加1962年、1966年、1970年和1974年国际足联世界杯，及1968年欧洲足球锦标赛。